# Pulmoniscus insularuminfraventum
Pulmoniscus insularuminfraventum is een pissebed uit de familie Balloniscidae. De wetenschappelijke naam van de soort is voor het eerst geldig gepubliceerd in 1952 door Albert Vandel.